# Hawkins, Wisconsin
Hawkins là một làng thuộc quận Rusk, tiểu bang Wisconsin, Hoa Kỳ. Năm 2006, dân số của làng này là 317 người.